# Bir Barrouta
Bir Barrouta est un monument tunisien situé dans la médina de Kairouan ; il est constitué par un édifice à coupole abritant un puits.

## Histoire

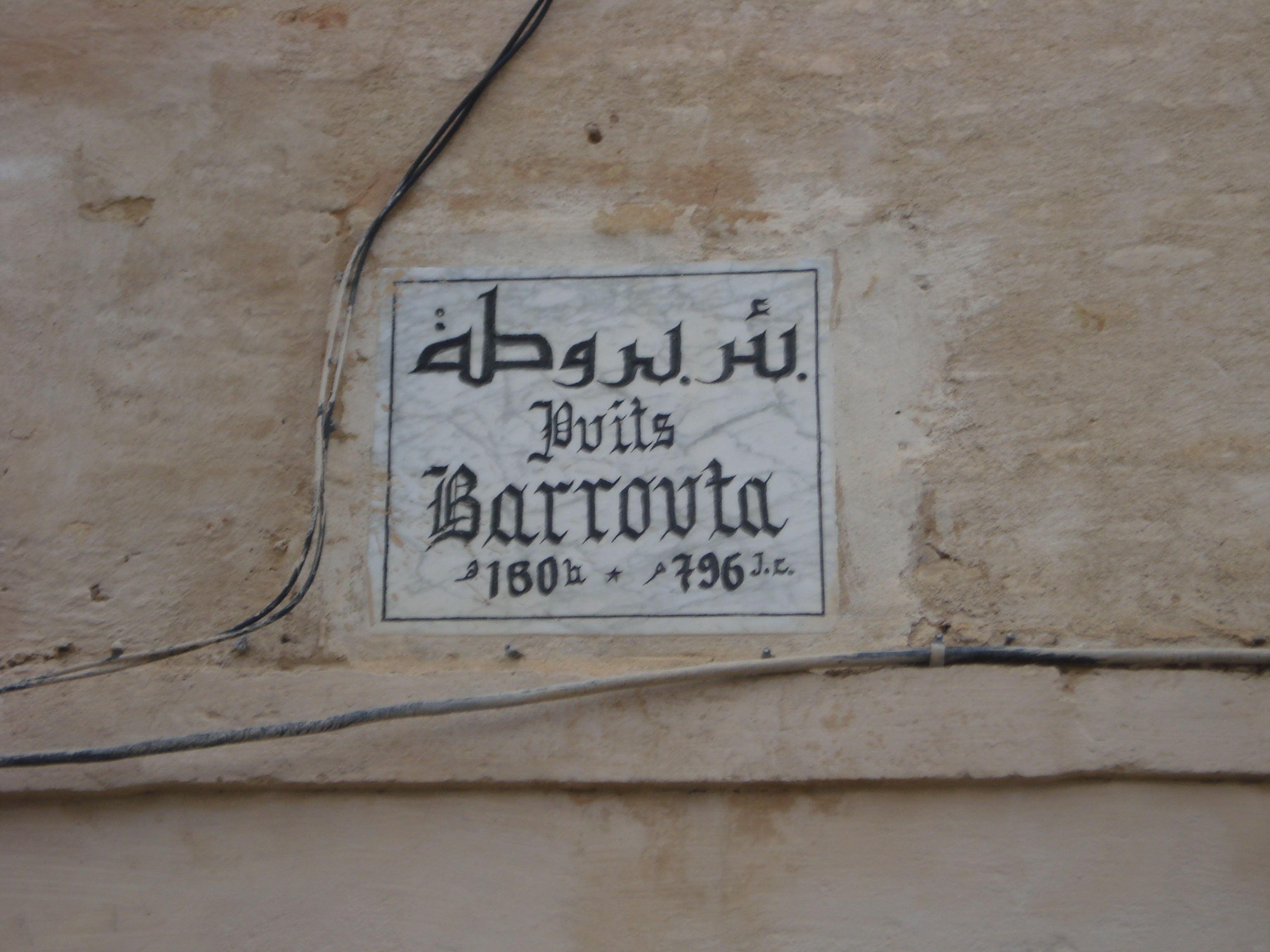
Plaque en marbre indiquant la date de fondation du puits.

Bir Barrouta, l'un des plus anciens puits de Kairouan, est auréolé d'une légende : il serait, selon une ancienne croyance populaire, relié (car communiquant en profondeur) au puits sacré de La Mecque Bir Zemzem,. Creusé en l'an 180 de l'hégire (correspondant à l'année 796) par le gouverneur abbasside de l'Ifriqiya Harthama Ibn El Ayoun, le puits est abrité dans un édifice dont l'état actuel date de la reconstruction ordonnée par le souverain mouradite Mohamed Bey El Mouradi en 1690,.

## Description
Le monument, mesurant treize mètres de hauteur, 18,5 mètres de longueur et 13,5 mètres de largeur, se trouve sur l'artère principale de la médina de Kairouan. De l'extérieur, le bâtiment donne sur la rue par deux niches abritant un abreuvoir au-dessus duquel sont placés des robinets en marbre. La façade présente une plaque commémorative de marbre blanc portant un poème en caractères naskhi qui célèbre la construction de l'édifice et le date de 1690. L'intérieur est constitué d'une salle, accessible par un escalier, de plan quasiment carré et dont les murs sont creusés d'arcs brisés outrepassés reposant sur des piédroits. Elle est surmontée d'une coupole sur trompes d'angle qui se rattache au modèle des coupoles kairouanaises ; un panneau en stuc ciselé révèle le nom du maître maçon, Muhammad al-Zaqraoui,.
Dans la salle, une noria actionnée par un chameau assure l'alimentation du puits en eau. Cette machine est formée de deux roues en bois superposées ; des poutres cruciformes retiennent l'axe en fer fixé à deux murs situés de part et d'autre. Les godets, rivés sur des bâtons qui relient les deux roues, collectent l'eau au fond du puits. Au rez-de-chaussée, un système ingénieux permet la récupération et la réutilisation des eaux perdues par les godets.
Bir Barrouta constitue l'un des nombreux ouvrages hydrauliques qui assurent l'approvisionnement des Kairouanais en eau. Pour faire face au manque d'eau résultant du climat semi-aride de Kairouan et complément des nombreux bassins et citernes récupérant les eaux de pluie, la ville s'est également dotée, tout au long de son histoire, d'installations hydrauliques (dont Bir Barrouta est un exemple) qui permettent l'exploitation de la nappe phréatique.